# Де Шоврон, Филипп
Филипп де Шоврон (фр. Philippe de Chauveron; род. 15 ноября 1965[…], XVI округ Парижа) — французский кинорежиссёр и сценарист.

## Биография
Филипп де Шоврон родился 15 ноября 1965 в 16 округе Парижа. В 1986 году получил диплом Высшей школы кинематографических исследований. Начал карьеру в кинематографе как сценарист - на его счету 10 сценариев к полнометражных фильмов и 5 режиссерских работ, преимущественно комедий.
В 2014 году Филипп де Шоврон поставил известную свою ленту о мультикультурных браках — «Безумная свадьба», которая имела большой успех во Франции - её посмотрела больше 12.2 млн зрителей. Кассовые сборы составили 131 млн долларов при бюджете в 13 млн евро. Кассовые сборы по всему миру превысили 200 млн долларов.
В 2016 году Филипп де Шоврон был награждён французским Орденом искусств и литературы (кавалер).